# 阮福寶琴
阮福寶琴（1920年8月14日—2010年6月19日），號三不居士（／），越南教授，阮朝宗室。

## 生平
1920年8月14日，阮福寶琴出生於順化葦野，父親爲阮福膺营，綏理王阮福綿寊第二十九子之子。宝琴的父母都是著名的作家和诗人，他在这个环境下自小就学习汉字并深受汉文化的影响和熏陶。
1943年至1945年，任職於阮朝禮部。1945年，25歲的阮福寶琴編撰了《宋儒：哲學考論》一書，由陳仲金作序。
寶琴是1975年之前越南南方享有盛譽的教授和漢喃學者。1950年，因经常参与文化活动获邀担任顺化国学场越文教师。1956年，調至西貢，負責考古院蒐集與考究室。1958年，獲邀擔任西貢文化大學漢喃、越南歷史、越南語言學和東方哲學等科目講師。1969年獲授予講座教授名銜。1972年，晉升西貢大學院教授。
2010年6月19日在胡志明市新平郡家中逝世，享壽91歲。

## 個人生活
寶琴爲佛教徒，號三不居士。

## 榮譽
- 第一等彰美佩星[8]

## 外部鏈接
- 訪問漢喃研究家寶慶教授 （页面存档备份，存于）